# 孙大立
孙大立（1958年1月—），男，中华人民共和国外交官，曾任中华人民共和国驻约翰内斯堡总领事、驻布里斯班总领事和驻曼彻斯特总领事。

## 生平
1985年，进入中华人民共和国外交部工作，先后在外交部条约法律司、中葡联合联络小组中方代表处、外交部领事司任职。1999年，任驻英国大使馆参赞兼总领事。2004年，挂职海关总署国际司副司长。2005年，任外交部领事司副司长。2011年2月，出任中华人民共和国驻布里斯班总领事。2013年8月，出任中华人民共和国驻约翰内斯堡总领事。2016年8月，出任中华人民共和国驻曼彻斯特总领事。2018年6月，自驻曼彻斯特总领事离任。

## 家庭
已婚，有一子。